# Idiocera (Idiocera) brookmani
Idiocera (Idiocera) brookmani is een tweevleugelige uit de familie steltmuggen (Limoniidae). De soort komt voor in het Nearctisch gebied.